# The Shades of Orange
The Shades of Orange var en svensk musikgrupp från Sundsvall som bildades 1989 och hade sin storhetstid tidigt 90-tal och lyckades kombinera 80-talets garagerock med influenser från den framväxande Madchester-vågen.
Debutsingeln Coming Out släpptes på lokala Eikka Baker's Gigs & Gags 1990 och fick stor uppmärksamhet och återutgavs senare av Massproduktion 1991 som samma år även släppte andra singeln I Said Yes. Efter en spelning på Hultsfredsfestivalen 1991, som även spelades in av Sveriges Radio, fick bandet kontrakt med Sonet records som gav ut två singlar, Blue Eyes och Snake In The Grass, inför releasen av det självbetitlade albumet The Shades Of Orange 1992, som producerades av Sanken Sandqvist. Även en remix och en extended version gjordes på Blue Eyes av Sanken tillsammans med Joakim Thåström och gavs ut som maxisingel. Bandet turnerade flitigt runt om i landet och en kortare dokumentär gjordes även om bandet.
Efter releasen av albumet lämnade Arvid Lind gruppen för att bli basist i Popsicle. Gitarren togs då över av Lars Bygdén. Bandet gjorde sin sista spelning 9 december 1993, men återförenades 1999 för att spela in den outgivna låten Too Weak To Be Sober till Massproduktion's jubileumsplatta We're Only In It For The Money.
Bandet har därefter gjort följande återföreningskonserter:
- 9 juni 2009, Stadshuset, Sundsvall. (Massproduktion's 30-årsjubileum)[8]
- 13 september 2013, Pipeline, Sundsvall. (Pipeline's 40-årsjubileum)[9][10]
- 4 juli 2015, Hamnyran, Sundsvall.[11]

## Medlemmar
- Ronny Pale - Sång
- Marja Ojala - Orgel
- Magnus Renström - Bas
- Daniel Westin - Trummor
- Arvid Lind - Gitarr (1989-1992)
- Lars Bygdén - Gitarr (1992-1993)

## Diskografi

### Vinylsinglar
- 1990 Coming Out/Leave Me To Die (Eikka Baker's Gig & Gags/Massproduktion)
- 1991 I Said Yes/Never Hide (Massproduktion, Z-49)
- 1992 Blue Eyes original/Blue Eyes Thåström & Sanken Remix (Maxisingel, Sonet)
- 1992 Blue Eyes/Once Again (Sonet/Hultsfred Records)
- 1992 Snake In The Grass/Sweet Charmer (Sonet/Hultsfred Records)

### CD-singlar
- 1992 Blue Eyes/Once Again (Sonet/Hultsfred Records)
- 1992 Snake In The Grass/Sweet Charmer (Sonet/Hultsfred Records)

### Album
- 1992 The Shades Of Orange (Sonet/Hultsfred Records)

### Samlingar
- 1991 A Collection Of Songs (Massproduktion, CD-48)
- 1991 Hultsfredsfestivalen 1991 (Hultsfred Records, HultCD-2)
- 1999 We're Only In It for The Money (Massproduktion, CD-86)